# Listă de filme sovietice din 1972
- Filme sovietice din: 1971 — 1972 — 1973

Aceasta este o listă de filme produse în Uniunea Sovietică în 1972.
| Titlu              | Titlu original                                     | Regizor              | Distribuție                           | Gen              | Note                                                                        |
| ------------------ | -------------------------------------------------- | -------------------- | ------------------------------------- | ---------------- | --------------------------------------------------------------------------- |
| 1972               |                                                    |                      |                                       |                  |                                                                             |
|                    | Большая перемена, (transliterat) Bolshaya peremena | Aleksei Korenev      |                                       | comedie          |                                                                             |
|                    | Опасный поворот, Opasnyy povorot                   | Vladimir Basov       |                                       | dramatic         |                                                                             |
|                    | А зори здесь тихие, A zori zdes tikhie             | Stanislav Rostotsky  |                                       | război, dramatic | bazat pe un roman omonim de Boris Vasilie                                   |
| Gentlemenii baftei | Джентльмены удачи, Djentlmenî udaci                | Aleksandr Seryj      | Yevgeni Leonov, Georgi Vitsin         | comedie          |                                                                             |
| Sobe și bănci      | Печки-лавочки, Pechki-lavochki                     | Vasili Șukșin        |                                       | comedie          | [ 2 ]                                                                       |
| Călărețul fără cap | Всадник без головы, Vsadnik bez golovy             | Vladimir Vajnshtok   | Ludmila Savelyeva                     | acțiune          | Ecranizare a romanului Călărețul fără cap                                   |
| Monolog            | Монолог, Monolog                                   | Ilya Averbakh        |                                       | dramatic         | A intrat în concurs la Festivalul de la Cannes din 1973                     |
| Ruslan și Liudmila | Руслан и Людмила, Ruslan i Lyudmila                | Aleksandr Ptușko     |                                       | Basm             | [ 5 ]                                                                       |
| Nergebi            | Саженцы, Sazhentsy; ნერგები, Nergebi               | Rezo Chkheidze       |                                       | dramatic         | A intrat în concurs la a 8-a ediţie a Festivalului de la Moscova            |
|                    | Седьмая пуля, Sedmaya pulya                        | Ali Khamraev         |                                       | acțiune          | [ 9 ] [ 10 ]                                                                |
| Solaris            | Солярис                                            | Andrei Tarkovsky     | Donatas Banionis                      | film SF          | A primit Premiul Special al Juriului al Festivalului de la Cannes din 1972. |
|                    | Укрощение огня, Ukroshcheniye ognya                | Daniil Khrabrovitsky | Kirill Lavrov, Innokenty Smoktunovsky | dramatic         | [ 11 ] [ 12 ]                                                               |